# پلیبانگا
پلیبانگا (به انگلیسی: Pilibanga) یک منطقهٔ مسکونی در هند است که در بخش هانومنگاره واقع شده‌است. پلیبانگا ۳۷٬۲۸۸ نفر جمعیت دارد.